# Zuid-Afrika op de Olympische Zomerspelen 1948
Zuid-Afrika nam deel aan de Olympische Zomerspelen 1948 in Londen, Engeland. Alle vier medailles werden in het boksen behaald.

## Medailles

### 1Goud
- Gerald Dreyer — Boksen, mannen lichtgewicht
- George Hunter — Boksen, mannen halfzwaargewicht

### 2Zilver
- Dennis Shepherd — Boksen, mannen vedergewicht

### 3Brons
- John Arthur — Boksen, mannen zwaargewicht

Afghanistan · Argentinië · Australië · België · Bermuda · Birma · Brazilië · Brits-Guiana · Canada · Ceylon · Chili · Colombia · Cuba · Denemarken · Egypte · Filipijnen · Finland · Frankrijk · Griekenland · Groot-Brittannië · Hongarije · Ierland · IJsland · India · Irak · Iran · Italië · Jamaica · Joegoslavië · Libanon · Liechtenstein · Luxemburg · Malta · Mexico · Monaco · Nederland · Nieuw-Zeeland · Noorwegen · Oostenrijk · Pakistan · Panama · Peru · Polen · Portugal · Puerto Rico · Republiek China · Singapore · Spanje · Syrië · Trinidad en Tobago · Tsjecho-Slowakije · Turkije · Uruguay · Venezuela · Verenigde Staten · Zuid-Afrika · Zuid-Korea · Zweden · Zwitserland